# Atriolum bucinum
Atriolum bucinum är en sjöpungsart som beskrevs av Kott 200. Atriolum bucinum ingår i släktet Atriolum och familjen Diazonidae. Inga underarter finns listade.